# 1905 în artă
← 1902 în artă — 1903 în artă — 1904 în artă ——  1905 în artă  —— 1906 în artă — 1907 în artă — 1908 în artă →
1905 în artă implică o serie de evenimente:

## Evenimente

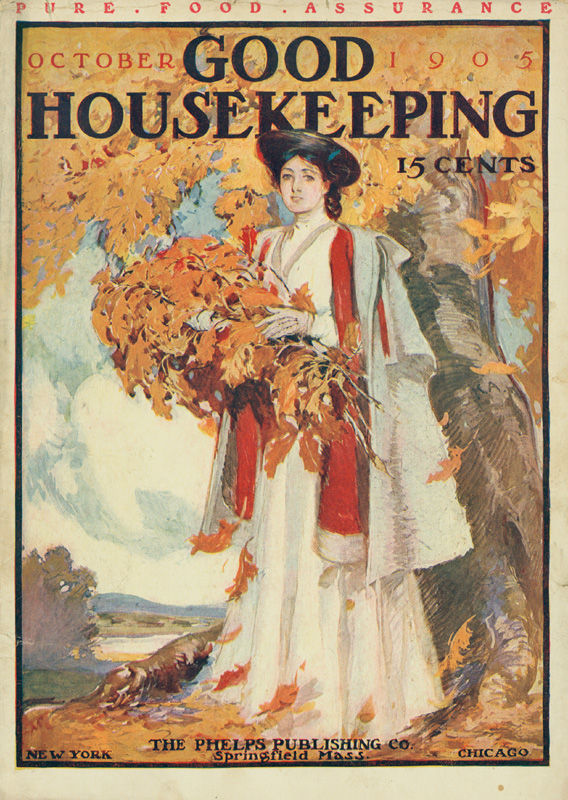
Poster reprezentând coperta revistei Good Housekeeping din octombrie 1905 – The Phelps Publishing Company

### Evenimente artistice oriunde
- Aprilie – Colecționarul și negustorul de artă francez Paul Durand-Ruel deschide prima expoziție importantă de artă din Marea Britanie a pictorilor impesioniști, la Galeriile Grafton din Londra. Expunând 315 lucrări, este cea mai mare expoziție a curentului artistic impresionist vreodată „pus în scenă,” incluzând multe din lucrările lui Edgar Degas. În ciuda succesului criticilor și a iubitorilor de artă, nu se înregistrează niciun fel de vânzări.[1]
- Vară – Henri Matisse și André Derain lucrează împreună pe Riviera Franceză, în satul Collioure.
- Octombrie – La cunoscutul Salon d'Automne din Paris, culorile intense utilizate de Matisse, Derain și alții, duc la reacția batjocoritoare a criticului de artă Louis Vauxcelles, care se grăbește să descrie combinația și intensitatea acelor culori, folosite de mai mulți plasticieni, drept les Fauves (animale sălbatice), marcând astfel începutul Fauvism-ului.
- Grupul Die Brücke, format din artiști vizuali ce vor fi ulterior încadrați ca aparținând expresionismului german este format la Dresda.
- Pictorul și colecționarul de artă Léon Bonnat devine succesorul pictorului, portretistului și sculptorului Paul Dubois la funcția de director a prestigioasei instituții de artă Ecole des Beaux Arts.
- Influentul fotograf și promotor al artei moderne, americanul Alfred Stieglitz împreună cu pictorul, curatorul și fotograful luxemburghezo-american Edward Steichen inaugurează galeria de artă Little Galleries of the Photo-Secession, cunoscută ulterior ca renumita 291 (galerie de artă}, pe celebra Fifth_Avenue, din New York City.
- Se inaugurează Gibbes Museum of Art din Charleston, statul american  Carolina de Sud.
- Sculptorul americano-britanic Jacob Epstein, unul din marii inovatori ai sculpturii secolului al 20-lea, al cărui stil aduce foarte mult cu primitivismul modern european, după o anterioară „etapă artistică franceză” (1902 - 1905), se  stabilește pentru restul vieții sale în Marea Britanie, deschizându-și atelierul său din Londra.

## Mișcări artistice
- Cubism își are primele manifestări.

## Nașteri

### Ianuarie - iunie
- 13 ianuarie –
- 4 februarie –
- 28 februarie –
- 10 martie –
- 23 martie –

### Iulie - decembrie
- 1 iulie –
- 17 august –
- 22 noiembrie
  - Frank Weitzel, gravor și sculptor din Noua Zeelandă, care a studiat în San Francisco și München înainte de a se muta la Sydney și apoi la Londra. Un artist promițător, a murit de tetanos chiar înaintea primei sale expoziții solo la vârsta de 26 de ani (d. 22 februarie 1932).

## Decese
- 8 ianuarie –

Lucrări reprezentative
1905 — Mary Cassatt (1844 – 1926) - Mamă și copil
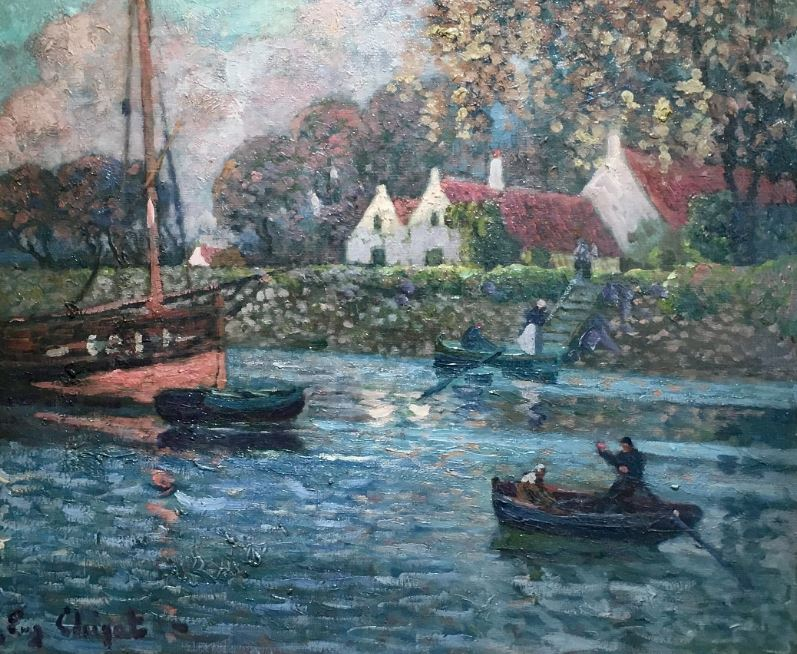
1905 — Eugène Chigot (1860 – 1923) - Fraipont
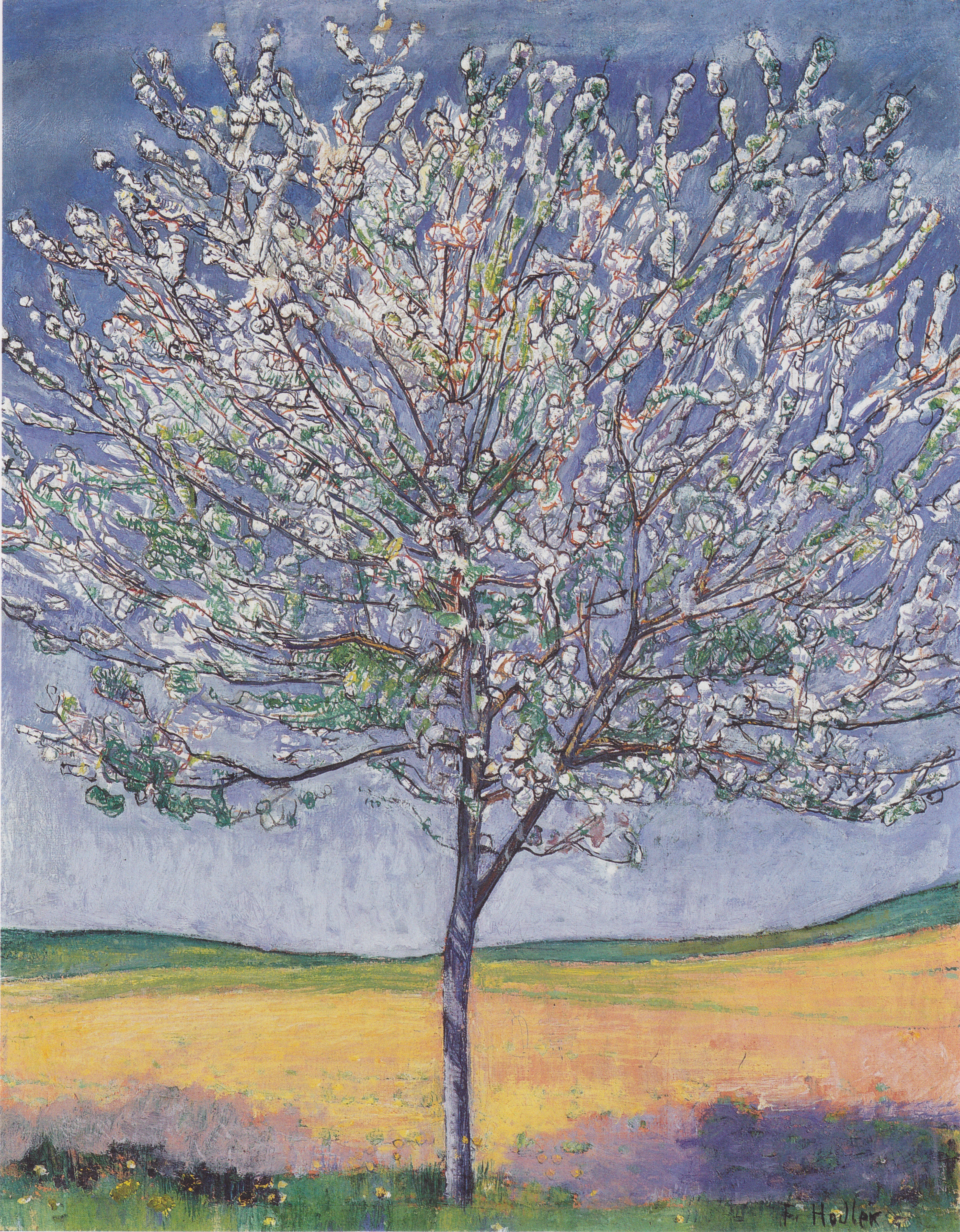
1905 — Ferdinand Hodler (1853 – 1918) - Cireș înflorit
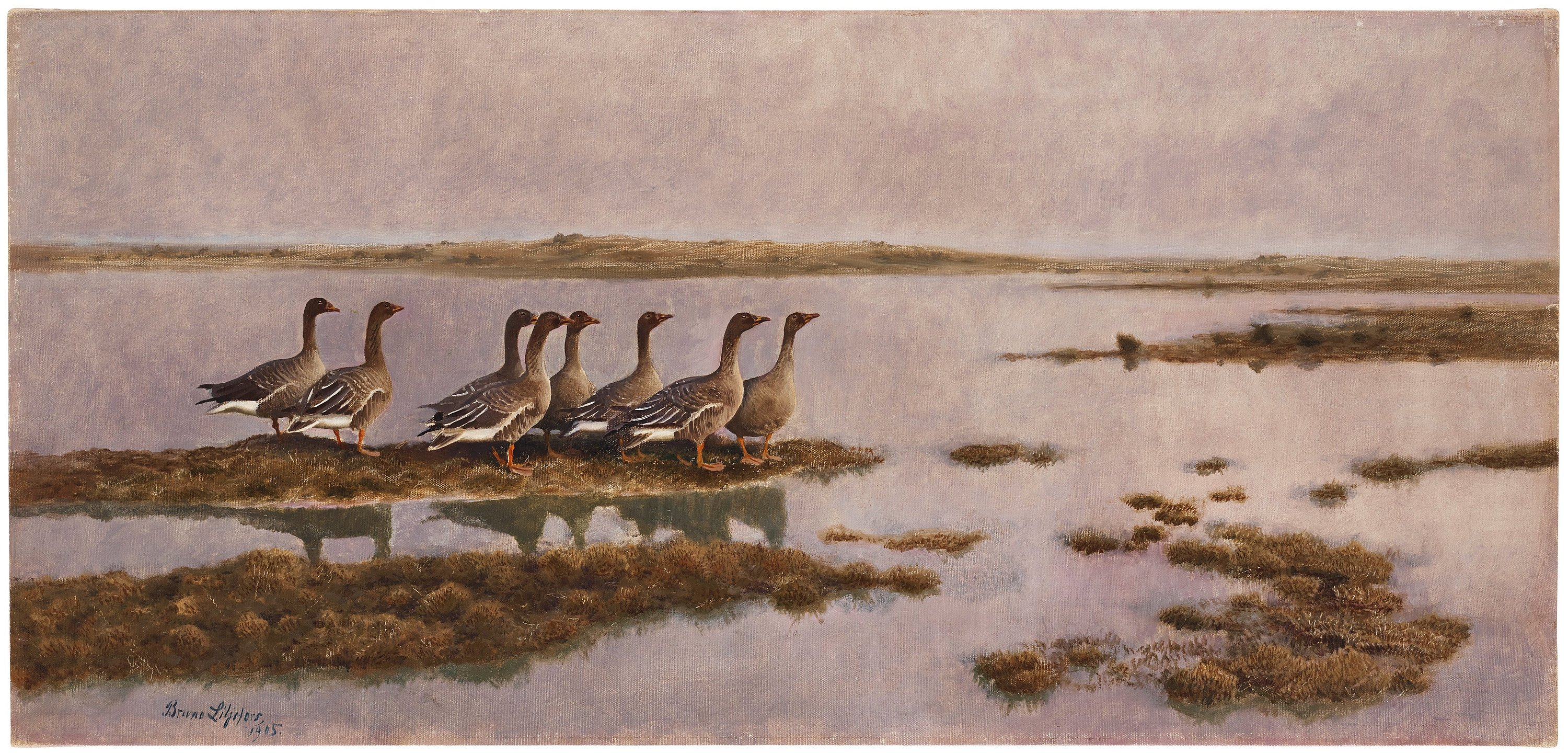
1905 — Bruno Liljefors (1860 – 1939) - Gâște în zone umede
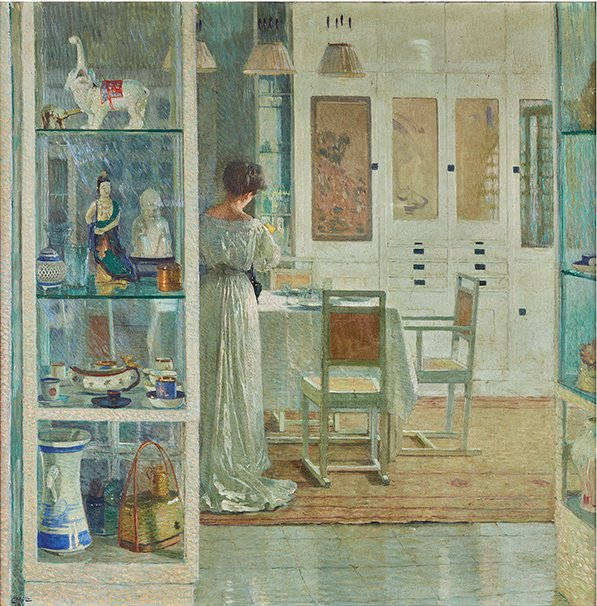
1905 — Carl Moll (1865 – 1945) - Interior alb
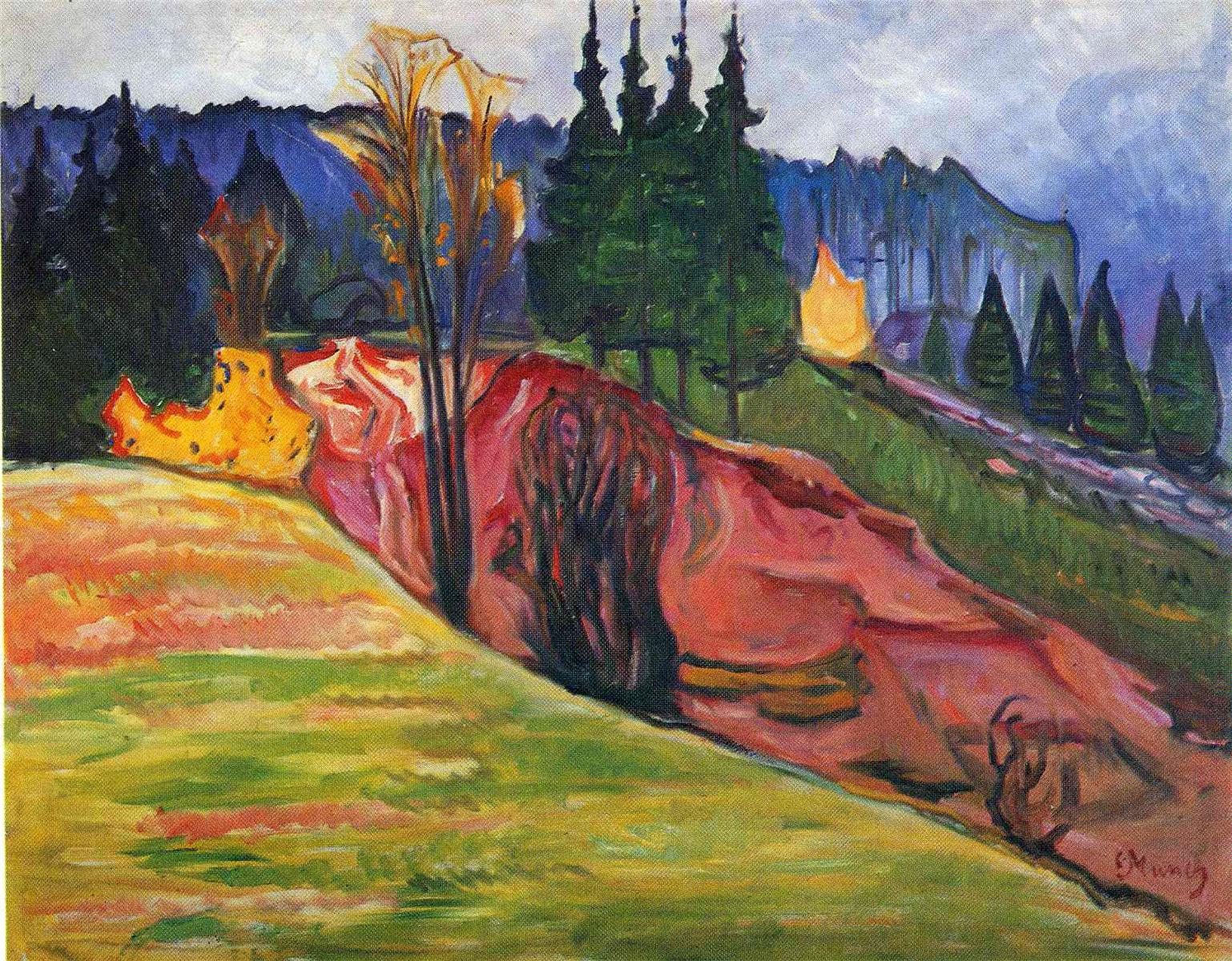
1905 — Edvard Munch (1863 – 1944) - Pădurea Turingia
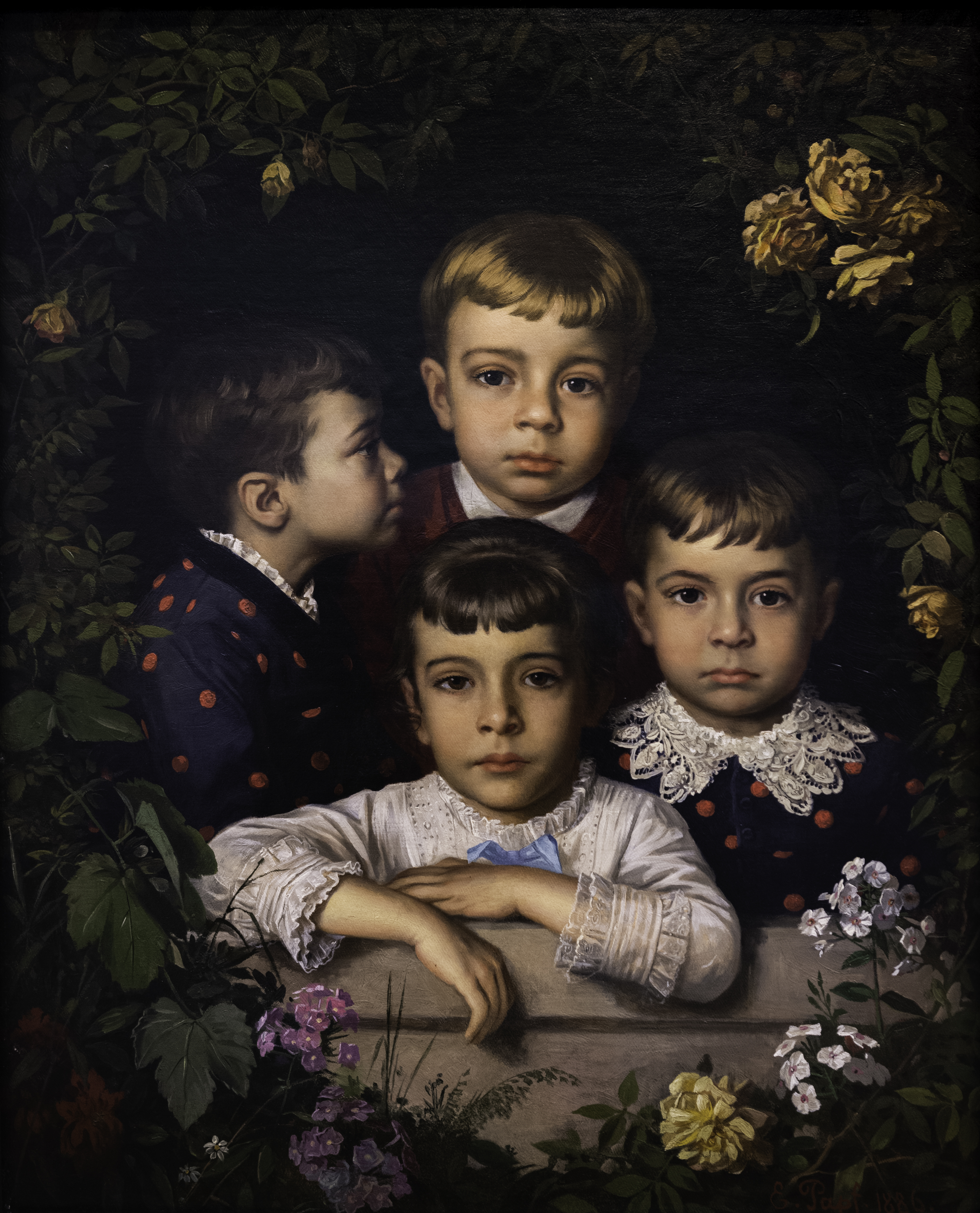
1905 — Karl Ernst Papf (1833 – 1910) – Copii
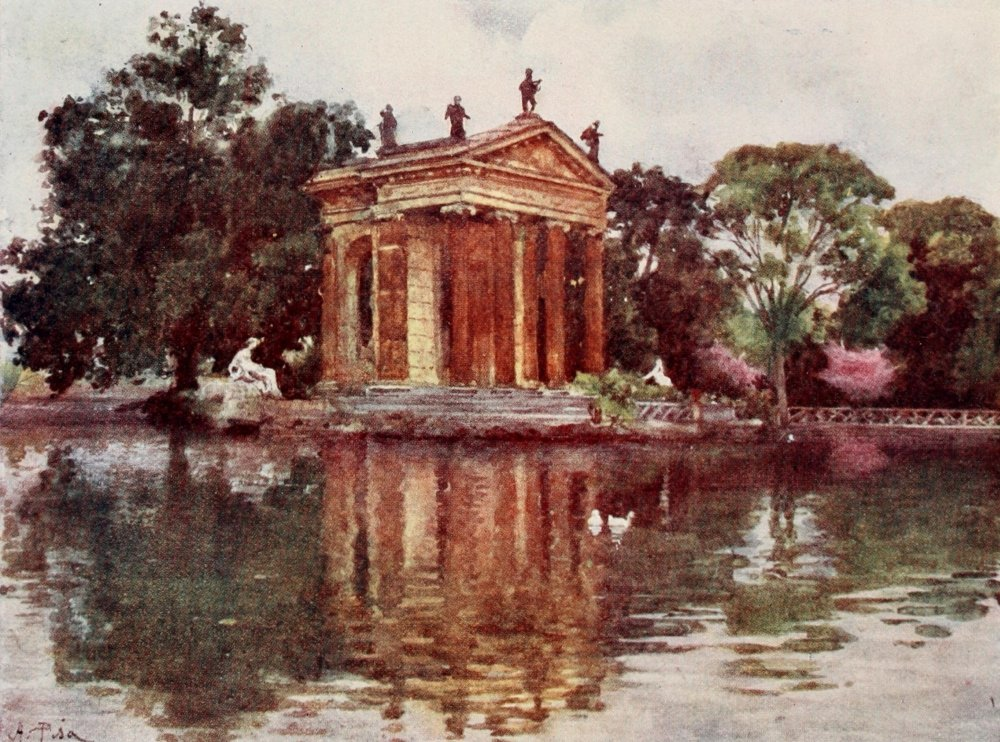
1905 — Alberto Pisa (1864 – 1936) – Iaz ornamental
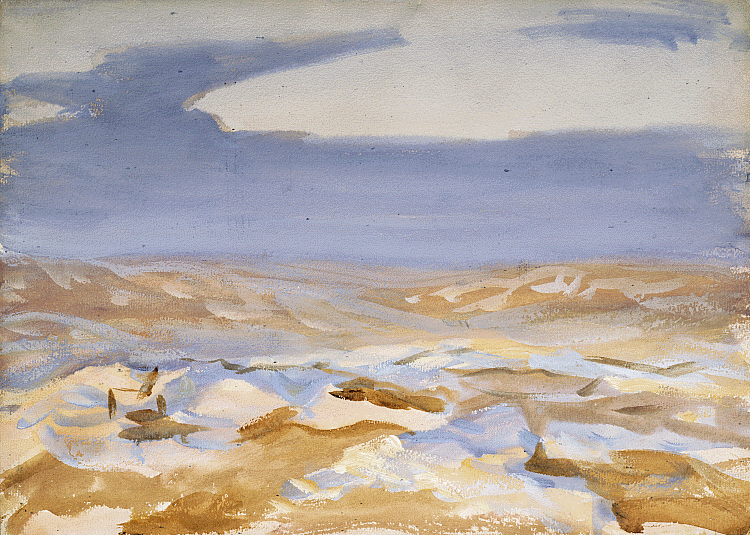
1905 — John Singer Sargent (1856 – 1925) - Deșertul văzut dinspre Ierusalem
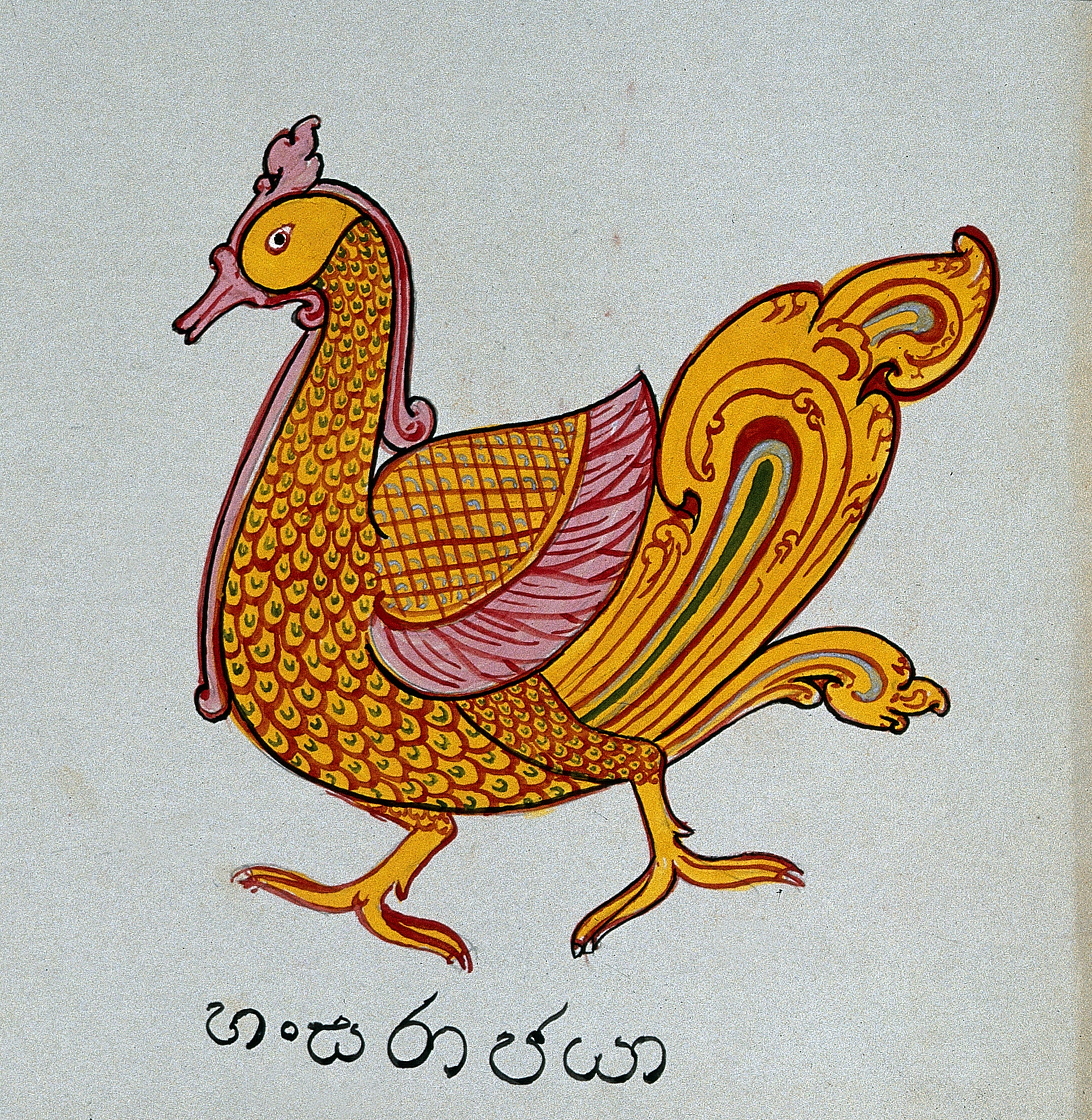
1905 — Artă tibetană – Pasăre
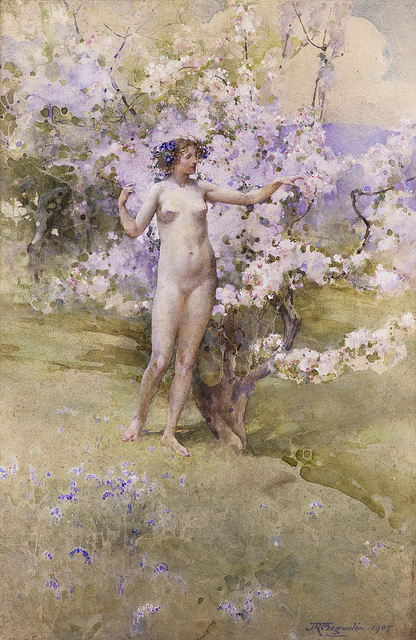
1905 — John Reinhard Weguelin (1849 – 1927) – Cireși înfloriți